# États membres de la Convention du Mètre
Au 26 novembre 2022, il y a 64 États partie à la Convention du Mètre, et 36 États associés à la Conférence générale des poids et mesures.

## États partie à la Convention du Mètre
- Afrique du Sud
- Allemagne
- Arabie saoudite
- Argentine
- Australie
- Autriche
- Belgique
- Biélorussie
- Brésil
- Bulgarie
- Canada
- Chili
- Chine
- Colombie
- Corée du Sud
- Costa Rica
- Croatie
- Danemark
- Égypte
- Émirats arabes unis
- Équateur
- Espagne
- Estonie
- États-Unis
- Finlande
- France
- Grèce
- Hongrie
- Inde
- Indonésie
- Irak
- Iran
- Irlande
- Israël
- Italie
- Japon
- Kazakhstan
- Kenya
- Lituanie
- Malaisie
- Maroc
- Mexique
- Monténégro
- Norvège
- Nouvelle-Zélande
- Pakistan
- Pays-Bas
- Pologne
- Portugal
- Roumanie
- Royaume-Uni
- Russie
- Serbie
- Singapour
- Slovaquie
- Slovénie
- Suède
- Suisse
- Tchéquie
- Thaïlande
- Tunisie
- Turquie
- Ukraine
- Uruguay

## États associés à la conférence générale des poids et mesures
- Albanie
- Azerbaïdjan
- Bangladesh
- Bolivie
- Bosnie-Herzégovine
- Botswana
- Cambodge
- Communauté caribéenne (CARICOM)
- Éthiopie
- Géorgie
- Ghana
- Hong Kong
- Jamaïque
- Koweït
- Lettonie
- Luxembourg
- Macédoine du Nord
- Malte
- Maurice
- Moldavie
- Mongolie
- Namibie
- Oman
- Ouzbékistan
- Panama
- Paraguay
- Pérou
- Philippines
- Qatar
- Syrie
- Sri Lanka
- Taïwan
- Tanzanie
- Viêt Nam
- Zambie
- Zimbabwe